# Captura Teutônica de Danzig
A cidade de Danzig (Gdańsk) foi capturada pelo Estado da Ordem Teutônica em 13 de novembro de 1308, resultando num massacre dos seus habitantes e marcando o início das tensões entre a Polônia e a Ordem Teutônica. Originalmente, os cavaleiros mudaram-se para a fortaleza como aliados da Polônia contra a Marca de Brandemburgo. No entanto, após o surgimento de disputas sobre o controle da cidade entre a Ordem e o Rei da Polônia, os cavaleiros assassinaram vários cidadãos dentro da cidade e a tomaram como sua. Assim, o evento também é conhecido como Massacre de Gdańsk ou Abate de Gdańsk (rzeź Gdańska).      Embora no passado tenha sido motivo de debate entre historiadores, estabeleceu-se um consenso de que muitas pessoas foram assassinadas e uma parte considerável da cidade foi destruída no contexto da aquisição.
Após a captura, a ordem capturou toda a Pomerélia (Pomerânia de Gdańsk) e comprou as supostas reivindicações de Brandemburgo sobre a região no Tratado de Soldin (1309). O conflito com a Polônia foi temporariamente resolvido no Tratado de Kalisz (1343). A cidade foi devolvida à Polônia na Segunda Paz de Toruń em 1466.

## Antecedentes
No século XIII, o ducado da Pomerânia era governado por membros dos Samborides, originalmente administradores dos reis e duques poloneses Piastas. Os administradores afirmaram seu poder em fortalezas fortificadas. O principal reduto da área ficava no local onde hoje é o centro histórico de Gdańsk. A cidade adjacente desenvolveu-se a partir de um mercado de comerciantes e recebeu direitos de cidade de Lübeck pelo duque Swietopelk II  em 1224.

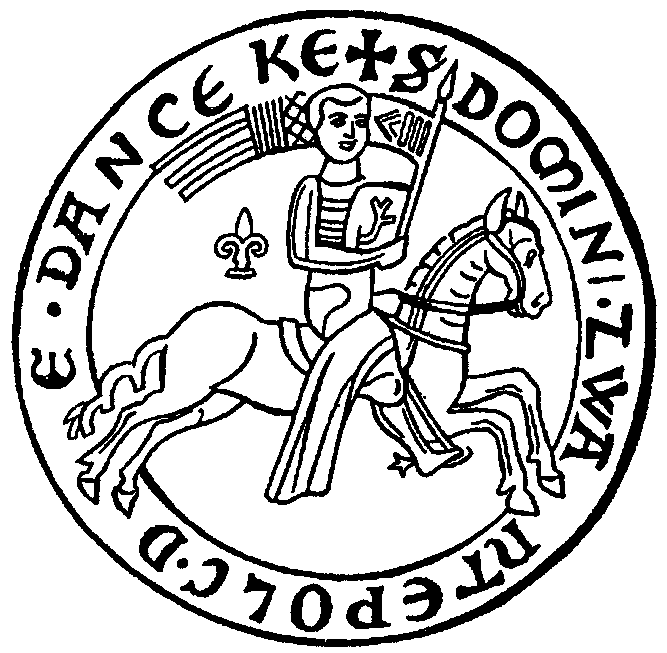
Swietopelk II, 1228

Sob Swietopelk II, Gdańsk tornou-se um importante centro comercial no baixo Vístula. 
A Marca de Brandemburgo entrou em cena depois que Mestuíno II, filho de Swietopolk, concluiu com eles o Tratado de Arnswalde, a fim de receber ajuda contra seu irmão, Wartislaw.  Os margraves assumiram o controle da cidade de Wartislaw em 1270/1, mas não a entregaram a Mestwin até que este último conseguiu forçá-los a sair, concluindo uma aliança com Boleslaw Pobozny, duque da Grande Polônia.  Sob o governo de Brandemburgo, eclodiram conflitos entre as populações eslava e alemã, que custaram muitas vidas.  No Tratado de Kępno de 1282  Mestuíno II prometeu seu ducado da Pomerânia ao seu aliado Premislau II, duque e mais tarde rei da Polônia, que sucedeu ao ducado após a morte de Mestuíno em 1294. 
Os Margraves de Brandemburgo também reivindicaram a região e assassinaram Przemysł no início de 1296.  Ladislau I, o Breve (Łokietek), o sucessor de Przemysł, estava apenas no controle frouxo de Pomerelia e Gdańsk, com o controle real da área nas mãos da família local Swienca, que havia chegado ao poder já sob Mestwin II.  Em 1301, um ano depois de Venceslau II da Boémia ter sido coroado rei da Polónia, os príncipes de Rügen, que também afirmavam ser herdeiros da Pomerélia, montaram uma expedição.  Venceslau, que com a coroa polonesa também adquiriu o direito à Pomerélia, pediu ajuda à Ordem Teutônica.  Os cavaleiros teutônicos ocuparam Gdańsk, repeliram os príncipes de Rügen e deixaram a cidade em 1302.   Embora o rei norueguês Haakon apoiasse as reivindicações de Rügen, seu pedido de ajuda às cidades hanseáticas de 1302 permaneceu sem resposta. 
Venceslau II morreu em 1305 e foi sucedido por Venceslau III, assassinado em 1306.  Num tratado de 8 de agosto de 1305, os marquês de Brandemburgo prometeram a Venceslau III o território de Meissen (Miśnia) em troca da Pomerélia, mas esse tratado nunca foi finalizado. A Ordem Teutônica herdou Gniew (Mewe) de Sambor II, ganhando assim uma posição segura na margem esquerda do Vístula.  Brandemburgo ocupou o oeste do ducado depois de neutralizar outro pretendente à área, o bispo de Cammin, incendiando sua sé. 

### Rebelião de 1308 e Cerco de Brandemburgo
Enquanto isso, Ladislau I, o Breve restabeleceu seu poder na Polônia, mas estava ocupado no sul de seu reino.  Ele nomeou Bogusza  como seu governador da Pomerélia em Gdańsk.  No verão de 1308, uma rebelião foi incitada pela família local Swienca aliada a Valdemar de Brandemburgo, resultando numa intervenção brandemburgo que destituiu as forças leais a Łokietek, que mais tarde se tornaria rei da Polónia.   Bogusza e seus homens recuaram para o castelo próximo à cidade e foram sitiados pelos margraves. 
Bogusza, a conselho do prior dominicano Guilherme,  apelou aos Cavaleiros Teutônicos na Prússia em busca de ajuda. 

## Captura
Os Cavaleiros, sob a liderança de Heinrich von Plotzke, concordaram em ajudar Bogusza, e uma força de 100 cavaleiros e 200 apoiadores, liderada por Günther von Schwarzburg, chegou ao castelo por volta de agosto. 
Embora os historiadores concordem que o castelo, bem como a cidade adjacente, estavam nas mãos dos Cavaleiros Teutônicos no final de novembro de 1308, o número de vítimas e a extensão da destruição são debatidos.  Peter Oliver Loew escreve que durante muito tempo os historiadores alemães aceitaram a versão dos acontecimentos dada pelos Cavaleiros Teutônicos, e não aceitaram um grande número de pessoas assassinadas, com o número dado entre 60 e 100 vítimas  Błażej Śliwiński, baseado em várias fontes argumentam que o número de assassinados foi muito elevado, mesmo que não 10.000.  De acordo com Peter Oliver Loew, os números exatos nunca podem ser estabelecidos,  no entanto, ele concorda que todos os dados disponíveis confirmam que a cidade foi destruída durante a conquista. 

### Etnia dos habitantes da cidade
Segundo Raphael Lemkin a população da cidade na época era polonesa. De acordo com Kazimierz Jaśinski, os Cavaleiros capturaram a cidade com a ajuda de alguns burgueses alemães, que constituíam uma minoria muito pequena na cidade na época.  James Minahan escreveu que os habitantes da cidade, em sua maioria, eram cassubianos.  De acordo com Peter Oliver Loew, havia habitantes alemães e eslavos na cidade.  De acordo com Stefan Maria Kuczyński, a população alemã só alcançou a maioria depois que a população polonesa local foi assassinada e um novo assentamento foi construído pelos Cavaleiros Teutônicos. 

### Entrada dos Cavaleiros Teutônicos na cidade
De acordo com Błażej Śliwiński na época dos acontecimentos, Gdańsk e os assentamentos vizinhos tinham cerca de 2.000 a 3.000 habitantes  As forças da ordem chegaram em duas colunas: uma reforçou a guarnição polonesa no castelo, a outra marchou contra a cidade pelo sul e levantou um cerco.  No castelo, surgiu um conflito entre os cavaleiros teutônicos e poloneses, com estes últimos se opondo à aquisição pelos primeiros.  Depois de vários encontros, as forças polonesas em menor número deixaram o castelo, com algumas delas desertando para os habitantes rebeldes da cidade e para os Brandemburgos.  Na noite de 12 de novembro de 1308, os Cavaleiros Teutônicos conseguiram forçar a entrada na cidade.  Durante o combate corpo a corpo que se seguiu nas ruas, os Cavaleiros Teutônicos ganharam vantagem sobre as forças defensoras de Brandemburgo, os burgueses e os cavaleiros da Pomerânia.  Os cavaleiros vitoriosos mataram muitos cidadãos e cavaleiros adversários.  Na manhã de 13 de Novembro, os arguidos estavam totalmente derrotados, os corpos jaziam nas ruas e as execuções continuavam. 
De acordo com Halina Wątróbska, metade da cidade foi prometida à Ordem Teutônica em troca de ajuda aos homens de Bogusza. Os Cavaleiros Teutônicos então avançaram, derrotaram os Brandemburgo e fizeram com que os habitantes da cidade aceitassem Łokietek como seu suserano. No entanto, em 13 de novembro, eles "tomaram o controle de toda a cidade, matando assim todos que desafiaram a sua vontade". 
Udo Arnold diz que uma disputa entre a guarnição do castelo e os cavaleiros teutônicos surgiu quando os Brandenburgers estavam prestes a partir. Embora a disputa fosse sobre a coordenação de ações futuras e pagamentos não resolvidos, Arnold diz que foi ao mesmo tempo que "a política da ordem mudou de fornecer ajuda para anexar Pomerelia e comprar reivindicações legais existentes", o que foi contestado pelo população de Danzig. A ordem de 13 de novembro respondeu a isso "pelo nivelamento intransigente da maior parte da cidade". 
Ulrich Nieß diz que como consequência do aparecimento das forças da Ordem Teutônica no castelo, os Brandenburgers partiram, e logo deixaram também a guarnição inicial da Pomerânia e Kuyavian do castelo após uma disputa com os Cavaleiros Teutônicos. A cidade, embora ainda preferindo o domínio de Brandemburgo, ofereceu asilo à guarnição e, confiando na sua lei de Lübeck, recusou-se a permitir a entrada dos Cavaleiros Teutónicos e a seguir uma ordem para estabelecer as suas fortificações. Em 13 de novembro, as forças da ordem, com envolvimento pessoal de Plotzke, forçaram a entrada na cidade, embora nenhuma batalha maior tenha ocorrido. A ordem então realizou um tribunal na cidade e ordenou demolições em grande escala de seus edifícios. 

### Registros do massacre
Logo após a tomada do poder, em 19 de junho de 1310, os Cavaleiros Teutônicos enfrentaram acusações de terem cometido um massacre em uma bula emitida pelo papa Clemente V: "As últimas notícias foram trazidas ao meu conhecimento, de que oficiais e irmãos da referida ordem Teutônica têm hostilizado invadiu as terras de Nosso querido filho Wladislaw, duque de Cracóvia e Sandomierz, e na cidade de Gdańsk matou mais de dez mil pessoas com a espada, infligindo a morte a crianças chorosas em berços que até mesmo o inimigo da fé teria poupado."  A fonte da alegação é desconhecida.  A respectiva bula continha outras acusações contra a Ordem Teutônica, resultantes de uma disputa entre seu ramo da Livônia e os cidadãos, bem como o arcebispo de Riga, Friedrich von Pernstein.  De acordo com Ulrich Nieß, von Pernstein foi a provável fonte da alegação dos dez mil massacrados.  A bula pedia uma investigação das acusações iniciada por Francisco de Moliano em 1312.  Durante a inquisição, Moliano excomungou os Cavaleiros Teutônicos, mas isso foi revertido em 1313.   O processo de Riga foi finalmente decidido em favor da Ordem Teutônica pelo sucessor de Clemente, João XXII, após uma audiência em Avignon em 1319. 
Sob Władysław Łokietek e seu sucessor Casimiro III, o Grande, duas ações adicionais foram movidas contra a ordem na cúria, ambas visando o retorno de Pomerélia. Os locais de investigação foram Inowrocław e Brześć Kujawski em 1320/21 e Varsóvia em 1339.  Os juízes foram Domarat, bispo de Poznań, Janisław, arcebispo de Gniezno e Nikolaus (Mikolaj), abade de Mogilno no primeiro caso  e Galhard de Chartres e Peter (Pierre) de Gervais no segundo caso. Relatos de testemunhas e testemunhas oculares coletados durante esses casos incluem menções de assassinatos durante a tomada de Danzig, referidos, por exemplo, como strage magna ou maxima (grande (est) assassinato/banho de sangue), enquanto a Ordem Teutônica admitiu o assassinato de 15 a 16 cavaleiros da Pomerânia.  Os depoimentos das ações judiciais e as respostas da ordem são as principais fontes utilizadas pelos historiadores para reconstruir os acontecimentos. 
As ações não surtiram efeito prático no despacho, que venceu os dois processos em recurso.  No século XV, era das Guerras Polaco-Teutónicas, o cronista polaco medieval Jan Długosz em prosa épica descreveu o evento como um massacre de cidadãos polacos, independentemente da condição, idade ou sexo. 
Fontes modernas estão divididas quanto à extensão real do massacre, embora todas concordem que ocorreram assassinatos em massa.  O historiador Matthew Kuefler afirma: "Historiadores alemães e poloneses no século XX tendiam a ter [visões] divergentes tanto sobre a questão de saber se a Pomerélia realmente "pertencia" à Polônia quanto sobre o grau de ferocidade da conquista da ordem".  A cidade de Gdańsk afirma que “Os Cavaleiros Teutônicos, tendo capturado o castelo em 1308, massacraram a população. Desde então, o evento é conhecido como o massacre de Gdańsk”.  Em muitas obras polacas, a aquisição é referida como "Abate de Gdańsk" (rzeź Gdańska). Norman Davies em sua extensa história da Polônia, embora não insista no número de 10.000 mortos, diz que os cavaleiros "expulsaram Waldemar da cidade e massacraram calmamente seus habitantes",  descrições semelhantes são apresentadas também em alguns outros livros em inglês com seções sobre a história polonesa.   Jerzy Lukowski em "Uma história concisa da Polônia" diz que os cavaleiros massacraram "os homens de Lokietek".  Błażej Śliwiński diz que houve um banho de sangue que custou muitas vidas, embora não 10.000, e que tais massacres eram comuns na Europa medieval,  e que o termo "massacre" na Idade Média geralmente significava assassinato de cerca de 1000 pessoas. 
De acordo com Peter Oliver Loew, a historiografia alemã mais antiga estava mais inclinada a confiar nas afirmações dos Cavaleiros e argumentou que um número de 10.000 é virtualmente impossível para uma cidade medieval. Um número de 60 a 100 foi considerado razoável. Esta visão foi compartilhada por muitos historiadores poloneses após a Segunda Guerra Mundial, no entanto, Błażej Śliwiński apresentou inúmeras evidências de que o que ocorreu foi de fato um "banho de sangue" com um número muito elevado de vítimas, embora não tão alto quanto 10.000, e mais provavelmente em torno de 1000. Loew acrescenta que, a partir do material de origem disponível aos historiadores, é impossível estabelecer o número definitivo de vítimas.  William Urban diz que o número de 10 mil mortos foi considerado maior que a população da cidade na época. 
Kazimierz Jasiński afirma que o número de mortos foi "não inferior a sessenta e não superior a várias centenas", que as vítimas foram mortas após a tomada do poder e não durante ela e, portanto, o massacre foi realizado em indivíduos indefesos, ambos cavaleiros e burgueses, que depuseram as armas.  Segundo Jasiński diz que as 16 mortes admitidas pela ordem foram, na verdade, apenas dos cavaleiros poloneses mais famosos entre os mortos.  Błażej Śliwiński (2008) estima o número de mortos entre 50 e 60 cavaleiros, incluindo 16 de casas notáveis, e mais de 1.000 plebeus entre a população da cidade, que ele estima entre 2.000 e 3.000 pessoas (incluindo assentamentos vizinhos). 
Gerard Labuda e Marian Biskup (1993) escrevem que o número de habitantes assassinados não está estabelecido, mas que as vítimas do massacre incluem pelo menos várias dezenas de cavaleiros notáveis e membros da nobreza, bem como um número significativo de plebeus e simples soldados.  Biskup, em uma publicação posterior de 1993, escreve que as vítimas incluíam defensores do castelo e burgueses junto com membros de suas famílias, além de 100 cavaleiros assassinados.  De acordo com Maksymilian Grzegorz (1997), os historiadores alemães tendem a minimizar o número de vítimas assassinadas dos Cavaleiros Teutônicos, enquanto os historiadores poloneses estimam o número entre pelo menos 60 e várias centenas. 

### Destruição da cidade
Os historiadores estão divididos sobre se os habitantes da cidade, após a aquisição, tiveram que demolir apenas as muralhas da cidade ou, além disso, pelo menos parte dos edifícios da cidade.  Com base em descobertas arqueológicas recentes, Loew diz que este conflito está prestes a ser decidido em favor da tese da destruição: "marcas de queimadas e evidências claras de aplainamento do terreno no início do século XIV provam a sua destruição [da cidade] nos anos de 1308/09 pela Ordem Teutônica." 
De acordo com Ulrich Nieß, a destruição da cidade fazia parte da política da ordem de proteger as suas terras de potenciais rivais internos. Nieß diz que a destruição das muralhas da cidade estava em linha com a política contemporânea da ordem de não permitir que as suas próprias fundações fossem substancialmente fortificadas, e que a recusa da cidade em obedecer à exigência da ordem de nivelar as suas paredes levou a um " política de dureza" sendo implementada contra os habitantes da cidade, que tiveram que evacuar suas casas que posteriormente foram incendiadas. Nieß diz que o próprio procurador da ordem relatou esses procedimentos ao papa, alegando que os burgueses evacuaram e queimaram suas casas voluntariamente (o que Nieß nega veementemente). Nieß também salienta que na subsequente captura de Tczew (Dirschau) pela ordem, os habitantes da cidade tiveram igualmente que assinar um acordo para evacuar as suas casas, embora este não tenha sido posto em prática. 
De acordo com Loew, as evidências arqueológicas sugerem que demorou alguns anos até que novas ruas e edifícios fossem construídos sobre os escombros dos antigos edifícios, embora provavelmente houvesse áreas da cidade que permaneceram ilesas. Referindo-se aos registros de burgueses de Danzig que fixaram residência em Lübeck, Loew diz que é provável que a maioria dos antigos habitantes tenha deixado Danzig em 1308. 

## Consequências
Quando os polacos se recusaram a aceitar uma compensação monetária pela tomada da cidade pelos Cavaleiros, a Ordem recorreu à conquista de outras cidades como Świecie.  A colônia local de mercadores e artesãos foi atacada especificamente porque competia com a cidade dos Cavaleiros de Elbing (Elbląg), uma cidade próxima.  Os Cavaleiros também atacaram Tczew (Dirschau).
Os Cavaleiros então capturaram o resto da Pomerélia das tropas de Brandemburgo. Em setembro de 1309, o marquês Waldemar de Brandemburgo-Stendal vendeu sua reivindicação do território à Ordem Teutônica por 10.000 marcos no Tratado de Soldin (atual Myślibórz), conectando assim o Estado da Ordem Teutônica com o do Sacro Império Romano. Embora para a ordem esta ponte terrestre com o império fosse uma grande melhoria estratégica ao ligar os seus territórios bálticos aos seus bailiados alemães (ballei), foi ao mesmo tempo uma grande perda para a Polónia, que se tinha tornado um país sem litoral.  
Assim, a aquisição desencadeou uma série de conflitos entre a Polónia e a Ordem Teutónica, e estes conflitos, por sua vez, desencadearam um conflito dentro da própria ordem. Alguns irmãos proeminentes favoreceram uma concessão da Pomerélia em troca de boas relações com a Polónia, mas foram contestados pela maioria dos cavaleiros que pensavam que tal concessão acabaria por levar à expulsão total dos cavaleiros do seu estado.  Essas divergências causaram a abdicação do Grão-Mestre Carlos de Trier em 1318 e o assassinato do sucessor Grão-Mestre Werner de Orseln em 1330.  A posse de Danzig e Pomerélia pela Ordem Teutônica foi questionada consistentemente pelos reis poloneses Ladislau I e Casimiro, o Grande, em ações judiciais na corte papal em 1320 e 1333.  Ambas as vezes, assim como em 1339, os Cavaleiros Teutônicos foram ordenados pelo Papa a devolver a Pomerélia e outras terras à Polônia, mas não obedeceram.  Como resultado, no final da década de 1330, ocorreu uma guerra. 
A paz foi estabelecida no Tratado de Kalisz em 1343; embora os reis poloneses tenham conseguido manter o título de "Duque da Pomerânia" e fossem reconhecidos como senhores titulares dos cruzados, os Cavaleiros mantiveram o controle de Danzig.  - desta vez, com a permissão da corte papal. 
O desenvolvimento da cidade estagnou após a sua captura pelos Cavaleiros Teutônicos. Inicialmente, os novos governantes tentaram reduzir a importância económica de Danzig, abolindo o governo local e os privilégios dos comerciantes. Isso foi exemplificado pelo fato de que o conselho municipal, incluindo Arnold Hecht e Conrad Letzkau, foi removido e decapitado em 1411.  Mais tarde, os Cavaleiros foram forçados a aceitar o facto de a cidade defender a sua independência e ser o maior e mais importante porto marítimo da região após ultrapassar Elbing. Posteriormente, floresceu, beneficiando de grandes investimentos e da prosperidade económica no estado Monástico e na Polónia, o que estimulou o comércio ao longo do Vístula . A cidade tornou-se membro de pleno direito da associação mercantil, a Liga Hanseática, em 1361, mas os seus mercadores permaneceram ressentidos com as barreiras ao comércio do rio Vístula com a Polónia, juntamente com a falta de direitos políticos num estado governado no interesse de os monges-cavaleiros da Ordem com motivação religiosa. Como resultado, a cidade tornou-se cofundadora da Confederação Prussiana, que solicitou formalmente a Casimiro IV Jagelão, para incorporar a Prússia, incluindo Danzig, ao Reino da Polônia em 1454.

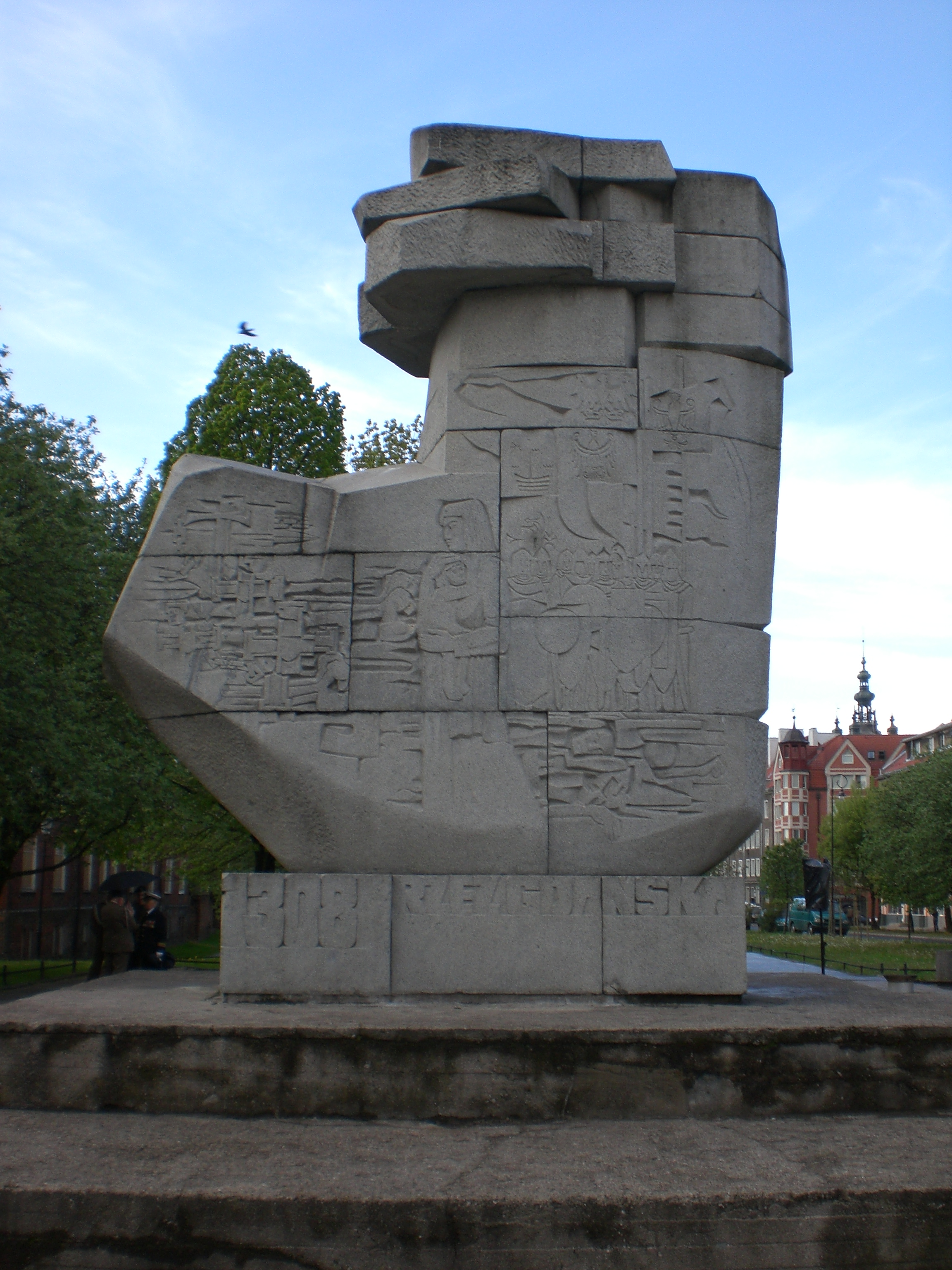
Monumento em Gdańsk

### Legado
Quando a área foi disputada entre a Alemanha de Weimar e a Segunda República Polonesa, os polacos recordaram o massacre citando o número de 10 mil assassinados.  Depois que a Alemanha Nazista anexou a Cidade Livre de Danzig na Segunda Guerra Mundial, o governo polonês exilado em comunicados disse que os cavaleiros haviam "massacrado[...] dez mil almas", retratando os alemães contemporâneos na tradição desses eventos e vinculou esses eventos ao nacional-socialismo.  
Em 1969, as autoridades da cidade polaca dedicaram um monumento que comemora o massacre da população de Gdańsk em 1308.  O seu objetivo declarado era propagar uma analogia dos acontecimentos de 1308 e dos crimes alemães da Segunda Guerra Mundial.  No monumento, denominado Tym co za Polskość Gdańska ("Para aqueles que lutaram/caíram/defenderam o poloneses de Gdansk"), são mencionadas as datas 1308, 1454, 1466 e 1939, relacionando os acontecimentos de 1308 à Guerra dos Treze Anos e a Segunda Guerra Mundial. 